# Nasion
Le nasion ou point nasal est le point craniométrique le plus antérieur de la suture fronto-nasale qui relie la partie nasale de l'os frontal et les os nasaux. Il est situé au point médian de la suture.
Elle est visible sur le visage sous la forme d'une zone nettement déprimée entre les yeux, juste au-dessus de l'arête du nez.
C'est un repère craniométrique situé juste en dessous de la glabelle.